# The Ladd Company
The Ladd Company est une société de production et de distribution cinématographique fondée par Alan Ladd Jr. en 1979, après la fin de son travail en tant que président de la 20th Century Fox. Grâce à Warner Bros., The Ladd Company a produit notamment Les Chariots de feu (1981), L'Étoffe des héros (1983), Outland (1981), Blade Runner (1982), La Fièvre au corps (1981) et la série de films Police Academy (à partir de 1984).
L'échec au box-office de L'Étoffe des héros et du film d'animation Twice Upon a Time (coproduit avec Lucasfilm) a mis en difficulté la société pendant plus d'une décennie. Après un bref retour avec Paramount Pictures dans le milieu des années 1990, elle a produit notamment Braveheart (1995) et Les Nouvelles Aventures de la famille Brady (1996).
Parmi les productions plus récentes de la société se trouve Une vie inachevée (2005) et Gone Baby Gone (2007), tous deux distribués par Miramax Films.